# Florence Baverel-Robert
Florence Baverel-Robert, född 24 maj 1974 i Pontarlier, fransk före detta skidskytt känd för att vara en mycket säker skytt. Hon avslutade karriären efter säsongen 2006/2007. 

## Meriter
- VM 1996: Stafett - silver
- VM 2000: Jaktstart - brons
- OS 2006: Sprint - guld
- VM 2006: Mixed stafett - brons